# Kingstree
Kingstree is een plaats (town) in de Amerikaanse staat South Carolina, en valt bestuurlijk gezien onder Williamsburg County.

## Demografie
Bij de volkstelling in 2000 werd het aantal inwoners vastgesteld op 3496.
In 2006 is het aantal inwoners door het United States Census Bureau geschat op 3352, een daling van 144 (-4.1%).

## Geografie
Volgens het United States Census Bureau beslaat de plaats een oppervlakte van
8,2 km², waarvan 8,1 km² land en 0,1 km² water. Kingstree ligt op ongeveer 18 m boven zeeniveau.

## Plaatsen in de nabije omgeving
De onderstaande figuur toont nabijgelegen plaatsen in een straal van 32 km rond Kingstree.

## Geboren
- Joseph Goldstein (1940), wetenschapper en Nobelprijswinnaar (1985)